# 오디배
오디배(영어: morula) 또는 상실배(桑實胚)는 투명대(zona pellucida) 안에 포함된 16개 세포로 이루어진 초기 단계의 배이다.

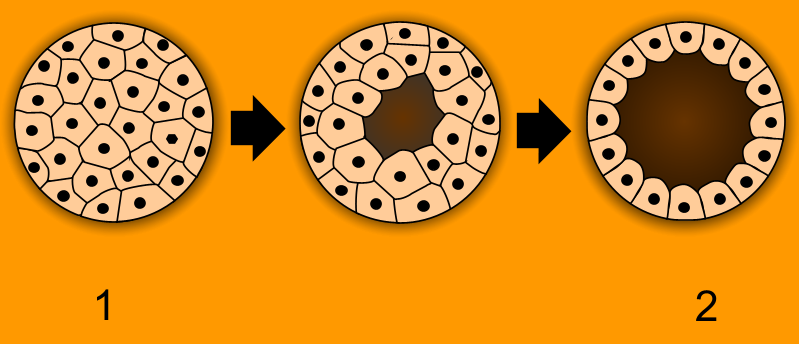
포배형성. 1 - 상실배, 2 - 포배(blastula)

오디배는 주머니배와 구별되는데, 오디배(수정후 3~4일)는 구 모양의 16개의 분화전능성(totipotent) 세포덩어리인 반면 주머니배(수정 후 4~5일)는 내세포집단과 함께 투명대 안에 구멍이 하나 존재한다. 오디배는 건드리지 않은 채로 주입 유지를 허용하면 배반포(blastocyst)로 성장하게 된다.

## 같이 보기
- 초기 발생#상실배와 포배